# علم ميانمار
علم ميانمار (معروفة أيضا باسم بورما) الجديد تبني في 21 أكتوبر 2010 بالتزامن مع تغيير النشيد الوطني والاسم الرسمي للدولة وذلك بعد تعديل دستور البلاد وهو مؤلف من ثلاث شرائط أفقية من ألوان الأصفر والأحمر والأخضر ويتوسطهم نجمة بيضاء. وترمز الألوان الثلاثة إلى التضامن والسلام والهدوء والشجاعة والحسم، ويعد علم ميانمار العلم الوحيد في آسيا الذي يستخدم مزيجاً من ألوان الأخضر والأحمر والأصفر في تصميمه الثلاثي الألوان.

## رمزية ألوان العلم
- الأصفر: يرمز إلى بشرة شعب ميانمار.

- الأخضر: يرمز إلى خصوبة أراضي ميانمار.

- الأحمر: يرمز إلى الشجاعة ودماء الشهداء.

- الأبيض: يرمز إلى النقاء والصدق.

- ★ النجمة الخماسية: ترمز إلى وحدة ميانمار الوطنية.

## العلم الحالي
اعتمد العلم الحالي الموضح في دستور جمهورية اتحاد ميانمار عام 2008 من خلال سن قانون علم الاتحاد عام 2010 وإلغاء قانون علم الدولة عام 1974 في 21 أكتوبر 2010. رفع العلم لأول مرة في 3:00 مساءً بالتوقيت المحلي في 21 أكتوبر 2010. كما أصدر أمر جمهوري بحرق جميع الأعلام الوطنية القديمة.

على عكس قانون 1974 لعلم الدولة السابق، يتضمن قانون علم الاتحاد تعريف العلم. العلم الحالي هو علم أفقي ثلاثي الألوان من الأصفر-الزعفراني والأخضر والأحمر تتوسطه نجمة بيضاء خماسية لتمييزه عن علم ليتوانيا ذو الألوان الثلاثة البسيطة. يمثل اللون الأصفر-الزعفراني الوحدة والتوافق والحكمة والسعادة والوحدة بين جميع الأعراق في الوطن، يرمز اللون الأخضر إلى الخصوبة والإنصاف والسلام والثروة الزراعية، يمثل اللون الأحمر الشجاعة والحسم ودماء شهداء الوطن، يرمز النجم الأبيض إلى النقاء والصدق.

ورقة البناء
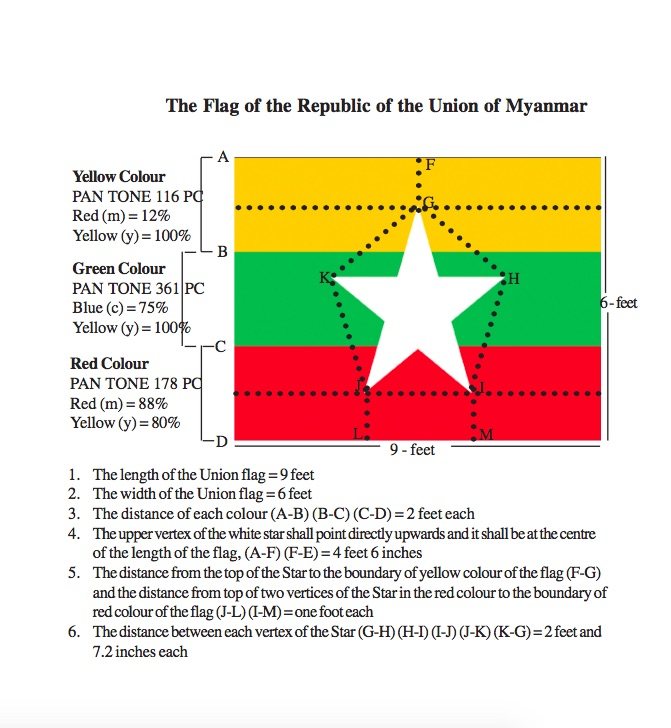
موصفات العلم

| الصيغة         | أصفر زعفراني  | أخضر          | أحمر         | أبيض        |
| -------------- | ------------- | ------------- | ------------ | ----------- |
| بانتون         | 116           | 361           | 1788         | Safe        |
| أحمر أخضر أزرق | 254-203-0     | 52-178-51     | 234-40-57    | 255-255-255 |
| ستة عشري       | FECB00        | 34B233        | EA2839       | FFFFFF      |
| سيان ماجنتا    | 0, 20, 100, 0 | 76, 0, 100, 0 | 0, 98, 82, 0 | 0, 0, 0, 0  |

## الأعلام السابقة (1948-2010)

### علم 1948

علم اتحاد بورما (1948-1974)

صمم ماونغ وين العلم الوطني لاتحاد بورما واعتمدته الجمعية التأسيسية لاتحاد بورما في أغسطس 1947. ورفع لأول مرة في الساعة 4:25 صباحًا في 4 يناير 1948 عندما استقلت بورما عن المملكة المتحدة. يتكون العلم من حقل أحمر مع بكانتون أزرق. ويوجد في الكانتون الأزرق بنجمة بيضاء كبيرة محاطة بخمس نجوم أصغر. ترمز النجمة البيضاء الكبيرة في الكانتون والحقل الأحمر إلى علم المقاومة وتشير إلى النضال ضد الفاشية. ترمز النجوم الأربعة البيضاء الصغيرة بين أشعة النجم الأبيض الكبير إلى وحدة الأعراق العرقية المختلفة. يرمز اللون الأحمر إلى الشجاعة والكانتون الأزرق إلى السماء. والأبيض النقاء والصلاح والثبات. نسبة العلم هي 5:9 ونسبة الكانتون 21⁄2:4.:8 استبدال بعلم جمهورية اتحاد بورما الاشتراكية في 3 يناير 1974.
| النموذج                              | أزرق          | أحمر          | أبيض        |
| ------------------------------------ | ------------- | ------------- | ----------- |
| النموذج اللوني أحمر أخضر أزرق        | 32-66-161     | 218-45-28     | 255-255-255 |
| نظام عد ستة عشري                     | #2042A1       | #DA2D1C       | #FFFFFF     |
| النموذج اللوني سيان ماجنتا أصفر أسود | 80, 59, 0, 37 | 0, 79, 87, 15 | 0, 0, 0, 0  |

### علم 1974

علم جمهورية اتحاد بورما الاشتراكية (1974-1988) واتحاد ميانمار (1988-2010)

اعتمد علم دولة جمهورية اتحاد بورما الاشتراكية في 3 يناير 1974. يشبه علم 1974 العلم السابق ولكن باختلاف الكانتون يث يصور 14 نجمة بيضاء متساوية الحجم تحيط بترس صغير وسنبلة أرز. يمثل الأرز الفلاحين بينما يمثل الترس العمال؛ تمثل النجوم البيضاء الأربعة عشر المتساوية الحجم المساواة والوحدة بين الولايات الأربعة عشر في الاتحاد.
علق العلم ذو الـ14 نجمة رأسًا على عقب خلال انتفاضة 8888 عام 1988 من قبل المتظاهرين كدليل على الاحتجاج ضد الحكومة العسكرية. على الرغم من ارتباطه بفترة الحكم العسكري في عهد ني وين ثم مجلس الدولة للسلام والتنمية، استخدم المتظاهرون علم عام 1974 في احتجاجات ميانمار عام 2021 مع علم عام 1948.
| النموذج                              | أزرق          | أحمر          | أبيض        |
| ------------------------------------ | ------------- | ------------- | ----------- |
| النموذج اللوني أحمر أخضر أزرق        | 32-66-161     | 218-45-28     | 255-255-255 |
| نظام عد ستة عشري                     | #2042A1       | #DA2D1C       | #FFFFFF     |
| النموذج اللوني سيان ماجنتا أصفر أسود | 80, 59, 0, 37 | 0, 79, 87, 15 | 0, 0, 0, 0  |

## اقتراحات العلم

### اقتراح 1947
شكلت جمعية اتحاد بورما التأسيسية لجنة لإنشاء علم وشعار ونشيد الدولة في عام 1947. عقدت تلك اللجنة مسابقة تصميم العلم، وفاز العلم الذي صممه مونج وين. كان هناك نزاع بين اللجنة في أغسطس 1947 حول ما إذا كان يجب إضافة الطاووس إلى علم الدولة المقترح أم لا؛ ولكن بعد مناقشات طويلة قررت اللجنة عدم إضافته.:9

العلم الذي صممه مونج وين (1947)

### مقترحات 2006-2007
اقتراح تصميم علم جديد في 10 نوفمبر 2006. تألف العلم الجديد من ثلاثة خطوط أفقية متساوية الحجم بترتيب مشابه لترتيب علم إثيوبيا وهي: الأخضر والأصفر والأحمر، ولكن مع وجود نجمة بيضاء في رافعة الشريط الأخضر. اقتراح تصميم جديد آخر في حوالي سبتمبر 2007 بنجمة بيضاء أكبر في المنتصف ولكن مع ترتيب مختلف ومشابه لترتيب علم ليتوانيا وهي: الأصفر والأخضر والأحمر. تمت الموافقة على العلم المقترح في سبتمبر 2007 في الدستور الجديد وقُبل في استفتاء عام 2008.

اقتراح 2006
اقتراح 2007

### مقترحات 2019
اقترحت الرابطة الوطنية من أجل الديمقراطية سلسلة من التعديلات الدستورية في يوليو 2019، بما في ذلك تعديل العلم الوطني. اقترحت أربعة أحزاب سياسية وهي الرابطة الوطنية من أجل الديمقراطية ورابطة قوميات شان من أجل الديمقراطية ومؤتمر زومي من أجل الديمقراطية وحزب الوحدة الوطنية أربعة تصميمات جديدة للعلم. اقترحت الرابطة الوطنية من أجل الديمقراطية تغيير العلم الوطني لأنها لا تعتقد أن العلم الذي تم تبنيه في عام 2010 يحظى بالدعم شعب ميانمار. استند علمهم المقترح على العلم الذي تبنته الدولة عند الاستقلال ويتألف من حقل أحمر مع كانتون أزرق. يوجد داخل الكانتون الأزرق نجمة بيضاء كبيرة تمثل الاتحاد الذي يحيط به 14 نجمة بيضاء صغيرة تمثل ولايات ومناطق الدولة.

اقتراح الرابطة الوطنية من أجل الديمقراطية
اقتراح رابطة قوميات شان من أجل الديمقراطية
اقتراح مؤتمر زومي من أجل الديمقراطية
اقتراح حزب الوحدة الوطنية

## أعلام تاريخية

علم مملكة هانثاوادي (ق. 1287–1552)[22]
علم أسرة كونباونغ (ق. 1752–1885)[23][24][25][26]
استخدم علم المملكة المتحدة أثناء الاستعمار البريطاني لبورما (1886 – 1942 ، 1945 – 4 يناير 1948[27])
علم الاستعمار البريطاني لبورما (6 فبراير 1939 – 30 مارس 1941،[28] 1945 – 3 يناير 1948)
علم الاستعمار البريطاني لبورما (30 مارس 1941 – 1942)[28]
استخدم علم اليابان كعلم للغزو الياباني لبورما أثناء فترة الحرب العالمية الثانية (1942–1943)
علم دولة بورما (1 أغسطس 1943[28] – 1945)
تصميم أخر لعلم دولة بورما (1943–1945)
العلم المدني لدولة بورما (1943–1945)

## أعلام مشابهة حسب التصميم

### أعلام مشابهة للعلم الحالي

علم ليتوانيا
علم منطقة يانغون
علم ولاية شان

### أعلام مشابهة للعلم السابق

علم ساموا
علم تايوان
علم كمبوديا السابق بين عامي 1970-1975